# Græsted-Mårum Kommune
Græsted-Mårum Kommune var en sognekommune og omfattede to sogne, Græsted og Mårum og blev oprettet i 1842 i henhold til anordning af 13. august 1841 om landkommunalvæsenet. Blovstrød Sognekommune eksisterede indtil kommunalreformen 1970, hvor Græsted og Gilleleje Sogn blev lagt sammen til Græsted-Gilleleje Kommune. Mårum Sogn blev en del af den nye Helsinge Kommune. Græsted og Mårum er efter kommunalreformen i 2007 atter en del af den samme kommune: Gribskov Kommune.
Blovstrød Kommune lå i Lynge-Kronborg Herred, Frederiksborg Amt.

## Infrastruktur
Græsted-Mårum kommune blev gennemskåret af landeveje og fra 1880 tillige af en jernbaneforbindelse med endestation i Græsted, i 1896 forlænget til Gilleleje. I 1897 blev der anlagt en sidegren til Helsinge.

### Vejnet
Ingen hovedveje gik gennem kommunen.

### Baneforbindelser
I 1880 anlagdes Gribskovbanen med stationer i Mårum Tinghuse (Mårum Station) og Græsted (Græsted Station), hvortil kom en station ved Kagerup sognekommunens grænser. Jernbanen fik antagelig en vis betydning for Græsteds bymæssige udvikling.

## Sognerådsvalg
| 4 | 2 | 4 | 1 |

| 11 |

| 4 | 1 | 5 | 1 |

| 11 |

| 4 | 1 | 2 | 3 | 1 |

| 11 |

| 4 | 1 | 2 | 4 |

| 11 |

| 5 | 1 | 4 | 1 |

| 10 |

| 5 | 6 |

| 10 |

| 5 | 2 | 4 |

| 9 | 2 |

## Befolkningsudviklingen i Græsted-Mårum Kommune
Ved oprettelsen fandtes der ingen større bysamfund i kommunen, men efterhånden udviklede der sig en bymæssig bebyggelser i tilknytning til Græsted, der udviklede sig til en lokal oplandsby for kommunen. Ved århundredeskiftet (1898) beskrives Græsted således: "Græsted med Kirke, Præstegd., Skole, 2 Gæstgiverier, Markeder (i April og Okt.), Andelsmejeri, Mølle, Købmandshandel, Bageri, Garveri, Dampuldspinderi, Stampeværk, Maskinværksted og 2 Farverier".
Også ved Kagerup i kommunens sydlige hjørne udviklede der sig en fabriksvirksomhed i form af et dampsavværk, men det fik aldrig samme betydning for byudvikling.

### Næringsfordeling
Ifølge folketællingen 1890 var næringsfordelingen i Græsted sogn følgende: 95 levede af immateriel virksomhed, 1.229 af jordbrug, 357 af industri, 127 af handel, 144 af andre næringsveje, 85 af deres midler, og 40 var under fattigvæsenet. Græsted sogn var således et udpræget landbrugsområde, men industri spillede også en rolle takket være teglværker og mølledrift. I Mårum sogn var næringsfordelingen følgende: 66 levede af immateriel virksomhed, 367 af jordbrug, 123 af industri, 30 af handel, 175 af andre næringsveje, 12 af deres midler og 34 var under fattigvæsenet. Foruden landbrug spillede også skovarbejde, kulbrænding og tørvevinding en rolle.
Ifølge folketællingen 1906 var næringsfordelingen i Græsted sogn følgende: 34 levede af immateriel virksomhed, 1.242 af landbrug, skovbrug og mejeri, 0 af fiskeri, 483 af håndværk og industri, 130 af handel, 63 af samfærdsel (jernbane, post- og telegrafvæsen, transport og søfart), 108 som kapitalister og aftægtsfolk, 63 var offentligt forsørgede og 23 levede af andre og uangivne næringer. I Mårum sogn var næringsfordelingen følgende: 32 levede af immateriel virksomhed, 542 af landbrug, skovbrug og mejeri, 0 af fiskeri, 267 af håndværk og industri, 20 af handel, 56 af samfærdsel (jernbane, post- og telegrafvæsen, transport og søfart), 34 som kapitalister og aftægtsfolk, 32 var offentligt forsørgede og 8 levede af andre og uangivne næringer. Landbrug og industri var således fortsat de vigtigste næringsveje, begge var tiltagende og desuden voksede handelens betydning. Græsted bys betydning afspejles af næringsfordelingen i 1911: 58 levede af landbrug, 213 af håndværk og industri, 103 af handel, 48 af transport.
Ifølge folketællingen 1930 var næringsfordelingen i Græsted-Mårum kommune følgende: 1.536 levede af landbrug med videre, 898 af håndværk og industri, 181 af handel, 132 af transport, 93 af immateriel virksomhed, 179 af husgerning, 289 var ude af erhverv, og 79 havde ikke angivet indtægtskilde. Handelsbefolkningen var overvejende samlet i Bloustrød med 109 personer mens industribefolkningen udgjorde 257 personer.
Ifølge folketællingen 1950 var næringsfordelingen i Græsted-Mårum kommune følgende: 1.264 levede af landbrug med videre, 1.123 af håndværk, industri og byggeri, 223 af handel, 204 af transport, 114 af immaterielle erhverv, 377 af formue, rente og lignende, mens 178 ikke havde angivet indkomstkilde. I landdistrikterne var landbrug fortsat fremherskende mens industri, handel, transport samt immaterielle erhverv alle i nogen grad var samlede i bymæssige områder.

## Bygningsvedtægt
Den fremadskridende byudvikling i Nordøstsjælland og især i tilknytning til hovedstadens voldsomme vækst gjorde i stigende grad en byudviklingsplanlægning nødvendig, og omkring 1960 blev nedsat en såkaldt byudviklingsudvalg for Holbo Herreds kommuner, således også Græsted-Mårum Kommune. Endvidere blev kommunen omfattet af en såkaldt fredningsplan, der skulle lægge begrænsninger på de omfattende sommerhusudstykninger i Nordøstsjælland. Endvidere fik kommunen sin egen bygningsvedtægt og frem til 1965 blev udarbejdet materiale til en dispositionsplan, skønt kommunen ikke var byplanpligtig.